# Fiat Coupé
O Fiat Coupé (de codinome tipo 175) foi um carro produzido pela Fiat entre 1993 e 2000, cujo interior foi desenhado por Pininfarina. Tinha de 133 a 223cv. Uma versão muito famosa do Fiat Coupé foi o Coupé Turbo Plus. Foi importado para o Brasil entre 1995 e 1996, em versão única com motor 2.0 16V, produzindo 137 cv (o modelo europeu com esse mesmo motor produzia 141 cv).

## Produção
Em 1992 o Fiat coupé estampou as manchetes dos jornais especializados, com vários flagrantes das suas versões de teste. No seu lançamento em 1993 o Coupé tinha disponível motores de quatro cilindros, 2.0 16v, turbo ou naturalmente aspirado., Foi montado da linha da Pininfarina , que também assina o design interno, sendo a parte externa desenhada por Chris Bangle, do Centro de Estilo da Fiat.
| Ano   | Unidades produzidas |
| ----- | ------------------- |
| 1993  | 119                 |
| 1994  | 17.619              |
| 1995  | 13.732              |
| 1996  | 11.273              |
| 1997  | 12.288              |
| 1998  | 9.042               |
| 1999  | 6.332               |
| 2000  | 2.357               |
| Total | 72.762              |